# Позняк Олександр Олександрович
Олександр Позняк (біл. Аляксандр Пазняк, нар. 23 липня 1994, Ліда) — білоруський футболіст, захисник клубу «Городея».
Виступав, зокрема, за клуби «Німан» (Гродно) та «Шахтар» (Солігорськ), а також національну збірну Білорусі.

## Клубна кар'єра
Народився 23 липня 1994 року в місті Ліда. Вихованець футбольної школи клубу «Німан» (Гродно). Дорослу футбольну кар'єру розпочав 2014 року в основній команді того ж клубу, в якій провів три сезони, взявши участь у 60 матчах чемпіонату. 
Протягом 2014 року захищав кольори клубу «Ліда».
Своєю грою за останню команду привернув увагу представників тренерського штабу клубу «Шахтар» (Солігорськ), до складу якого приєднався 2017 року. Відіграв за солігорських «гірників» наступні два сезони своєї ігрової кар'єри.
Згодом з 2018 по 2019 рік грав у складі команд «Городея» та «Німан» (Гродно).
До складу клубу «Городея» знову приєднався 2019 року.

## Виступи за збірні
Протягом 2013–2016 років залучався до складу молодіжної збірної Білорусі. На молодіжному рівні зіграв у 34 офіційних матчах.
У 2020 році дебютував в офіційних матчах у складі національної збірної Білорусі.
| Дата      | Місто         | Господарі | Результат | Гості    | Турнір           | Голи | Примітки |
| --------- | ------------- | --------- | --------- | -------- | ---------------- | ---- | -------- |
| 26-2-2020 | Софія (місто) | Болгарія  | 0 – 1     | Білорусь | товариський матч | -    |          |
| Усього    |               | Матчів    | 1         |          | Голів            | 0    |          |